# Todesfall Iremamber Sykap
Iremamber Sykap (* 2005 auf Guam; † 5. April 2021 in Honolulu) war ein 16-jähriger Tatverdächtiger, der nach einer Verfolgungsjagd in einem gestohlenen Fahrzeug von einem Polizisten in Honolulu im US-Bundesstaat Hawaii durch mehrere Schüsse getötet wurde. Daraufhin wurde der Polizeibeamte des Mordes und zwei beteiligte Kollegen des Mordversuchs angeklagt. Es war das erste Mal in 40 Jahren, dass dort Polizisten nach tödlichen Schüssen von der Staatsanwaltschaft angeklagt wurden. Das Verfahren wurde am Ende eingestellt. Der Fall sorgte landesweit für Aufsehen.

## Tathergang

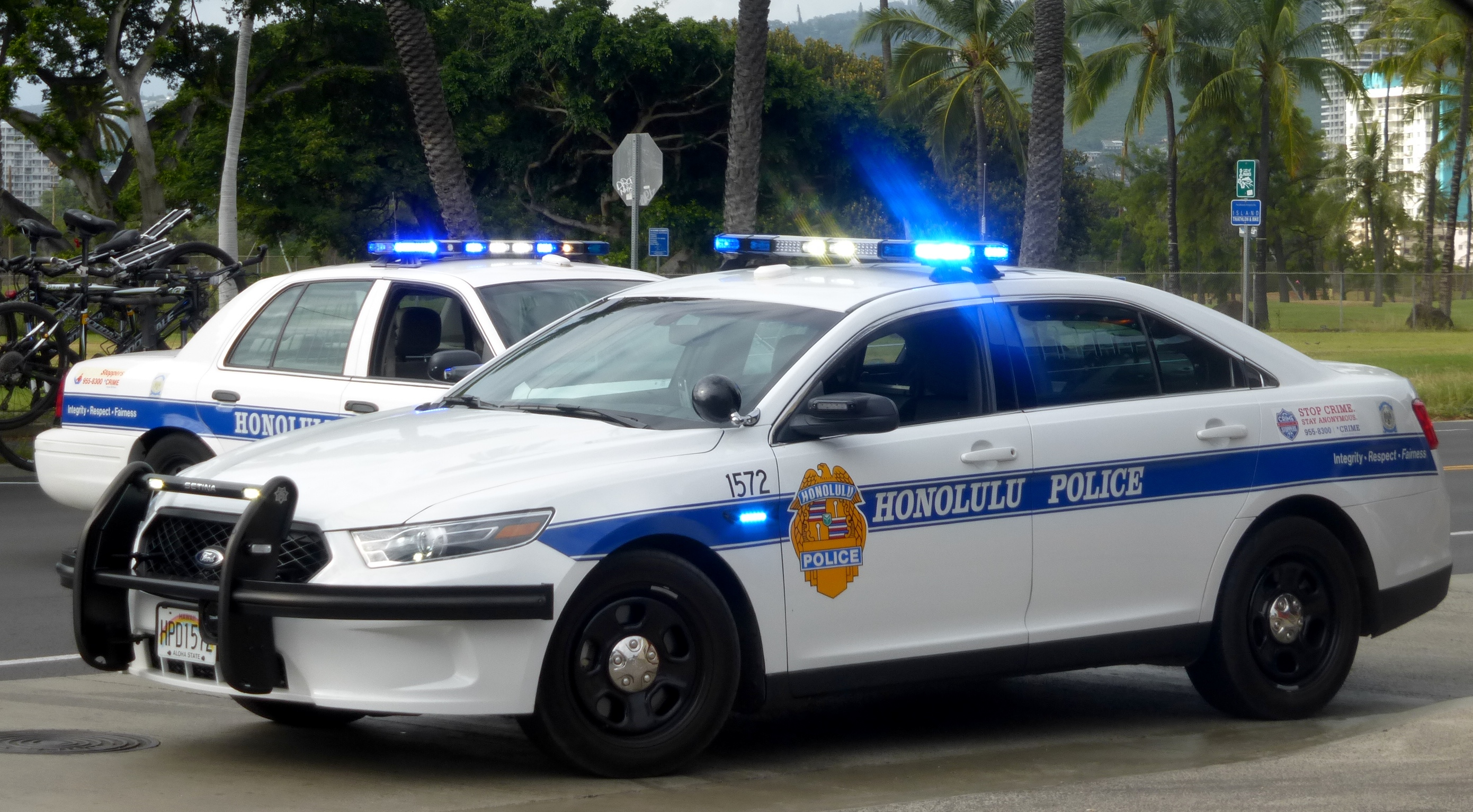
Einsatzwagen der Honolulu Police

Am 5. April 2021 wurden die Polizisten Geoffrey Thom, Zackary Ah Nee und Christopher Fredeluces um 16.42 Uhr zum Kawaikui Beach Park geschickt, weil dort ein gestohlener Honda Civic gesehen worden war. Das Fahrzeug war zwei Tage zuvor entwendet worden und in verschiedene Straftaten verwickelt, darunter bewaffneter Raub, Taschendiebstahl und Autodiebstahl. Die Polizisten versuchten, den Wagen anzuhalten, dieser fuhr aber mit hoher Geschwindigkeit davon. Nach einer langen Verfolgungsjagd über die Interstate H-1 kam der Honda an der Kalākaua Avenue nahe Waikīkī an einer Ampel zum Halt. Zwei Polizeifahrzeuge blockierten seine Weiterfahrt. Zwei Passagiere des Hondas konnten fliehen, wurden aber später gefasst. Fredeluces rief den vier Fahrzeuginsassen zu auszusteigen. Alle drei Polizisten zogen ihre halbautomatischen Waffen und richteten sie auf die Insassen. Nachdem Ah Nee vergeblich versucht hatte, die verschlossene Fahrertür zu öffnen, begann Thom zehn Schüsse durch das Rückfenster des Hondas abzufeuern, während Fredeluces einen Schuss in die Fahrertür oberhalb des Türgriffs abfeuerte. Die Kugel verfehlte jedoch den Fahrer Sykap. Von Thoms zehn Schüssen trafen sieben Sykap in Kopf, Hals und Rücken. Als das Opfer getroffen wurde, bewegte sich der Honda und fuhr zunächst in Ah Nees Fahrzeug, anschließend auf einen Kanal zu. Daraufhin gab Ah Nee  vier Schüsse ab. Zwei trafen Iremamber Sykaps 18-jährigen Bruder Mark auf dem Beifahrersitz, einer ging durch dessen Kopfstütze. Er wurde in Schulter und Hand getroffen. Der Honda fuhr durch einen Zaun und landete im Kanal. Beide Verletze wurden ins Queen's Medical Center gebracht, wo Iremamber Sykap verstarb. Sein Bruder wurde nach der Behandlung entlassen.

## Aussagen

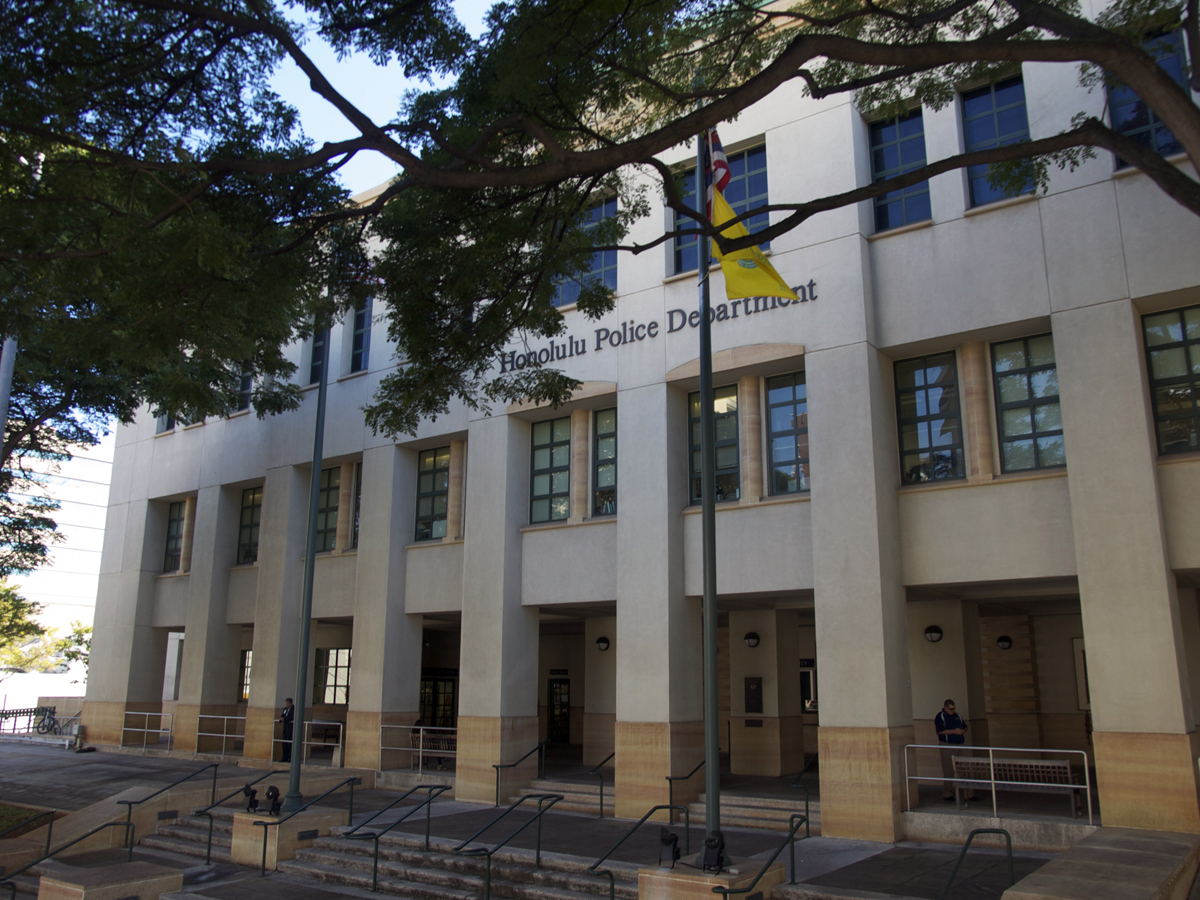
Hauptquartier des HPD

Geoffrey Thom schrieb in seinem Bericht, er habe geschossen, um sich, seine Kollegen und die Öffentlichkeit zu schützen. Er gab an, der Honda habe sein Fahrzeug gerammt. Das konnte auf den Videos der Polizei-Körperkameras nicht bestätigt werden, sein Fahrzeug wies nur leichte Farbkratzer auf. Er erklärte, der Honda habe im Rückwärtsgang auf ihn  und danach auch auf den Beamten Fredeluces zugesteuert. Das ist auf den Videos ebenfalls nicht zu erkennen. Fedeluces erklärte, er habe geschossen, weil er Schüsse gehört hatte, die aus dem Honda kamen. In den Videoaufnahmen schießt er erst auf das Fahrzeug, als es über den Bürgersteig fuhr und durch den Zaun brach. Ah Nee erklärte, er habe einen Gegenstand auf dem Schoß des Beifahrers gesehen, den er für eine Schusswaffe hielt. Laut Staatsanwaltschaft habe der Gegenstand in den Videoaufnahmen keine Ähnlichkeit mit einer Schusswaffe. Das Honolulu Police Department hat sich immer geweigert, die Videoaufnahmen zu veröffentlichen.

## Gedenkstätte
An der Stelle, wo Sykap erschossen wurde, stellten Trauernde eine Gedenkstätte auf. Besucher sind rund um die Uhr anwesend. Das beunruhigte die anliegenden Geschäftsinhaber, da dort nachts von den Anwesenden viel Alkohol getrunken werde. Andere Anwohner hatten für die Gedenkstätte Verständnis, da damit gegen Polizeigewalt protestiert werde.

## Anklage
Am 16. Juni 2021 wurde der Polizist Geoffrey Thom wegen Mordes zweiten Grades und die beiden Polizisten Ah Nee und Fredeluces wegen Mordversuchs angeklagt. Die Staatsanwaltschaft erklärte, die Anwendung tödlicher Gewalt war in diesem Fall unnötig, unangemessen und ungerechtfertigt. Eine Woche zuvor hatte eine Grand Jury es abgelehnt, gegen die Angeklagten ein Strafverfahren einzuleiten. Dass trotzdem eine Anklage erhoben wird, sei höchst ungewöhnlich, möglicherweise das erste Mal in Hawaii. Allen drei Polizisten drohen bei einer Verurteilung lebenslange Haftstrafen ohne vorzeitige Entlassung.

## Vorverhandlung
Durch die Beweisaufnahme in der Vorverhandlung (Preliminary Hearing) im August 2021 wurde bestätigt, dass im Fluchtfahrzeug eine Luftpistole, die wie eine echte Schusswaffe aussah, gefunden wurde. In einem Rucksack befand sich eine weitere unechte Pistole, wie sie in Filmen benutzt wird. Bei Sykap wurde bei der Obduktion die Rauschdroge Methamphetamin im Blut festgestellt. Bei der Verfolgungsjagd fuhr er mit einer Geschwindigkeit von bis zu 130 km/h durch die Stadt. Der Polizist Thom habe erst begonnen auf Sykap zu schießen, nachdem sich das Fluchtfahrzeug auf die Beamten zubewegt hatte. Das habe die Polizisten in Gefahr gebracht und die Schüsse gerechtfertigt, so der Richter. Es gebe keinen hinreichenden Verdacht für die Einleitung eines Strafverfahrens. Daher wurde die Anklage gegen die drei Polizisten am 18. August 2021 fallen gelassen. Nach Meinung des Staatsanwalts Steve Alm befanden sich die Beamten nicht in Gefahr, da sie nicht direkt vor dem Täterfahrzeug gestanden hatten. Alm erklärte einige Tage später, er akzeptiere das Urteil und werde nicht in Berufung gehen.

## Familienverhältnisse
Iremamber Sykap wurde auf Guam geboren und hatte sieben Geschwister. Er wurde vorwiegend von seiner Großmutter aufgezogen. Im Alter von 11 Jahren verbrachte er mehrere Monate in einer Jugendstrafanstalt. Nach Angaben des HPD wurde er bisher über 30 Mal verhaftet. Aufgrund seiner Herkunft aus Micronesien wurde den Polizisten bei ihrem Vorgehen Rassismus vorgeworfen. Am 15. Juni wurden Mark Sykap und ein weiterer Bruder, Maruo Sykap, von einer Grand Jury angeklagt. Sie sollen am 28. April 2021 an der Gedenkstätte ihres Bruders eine Frau überfallen und ausgeraubt haben. Maruo Sykap wurde von einer Grand Jury auch wegen eines anderen Raubüberfalls angeklagt, den er eine Woche zuvor begangen haben soll. Mark Sykap wurde erneut am 29. August 2021 wegen Raubüberfalls auf eine 75-jährige Seniorin festgenommen.